# Лаума

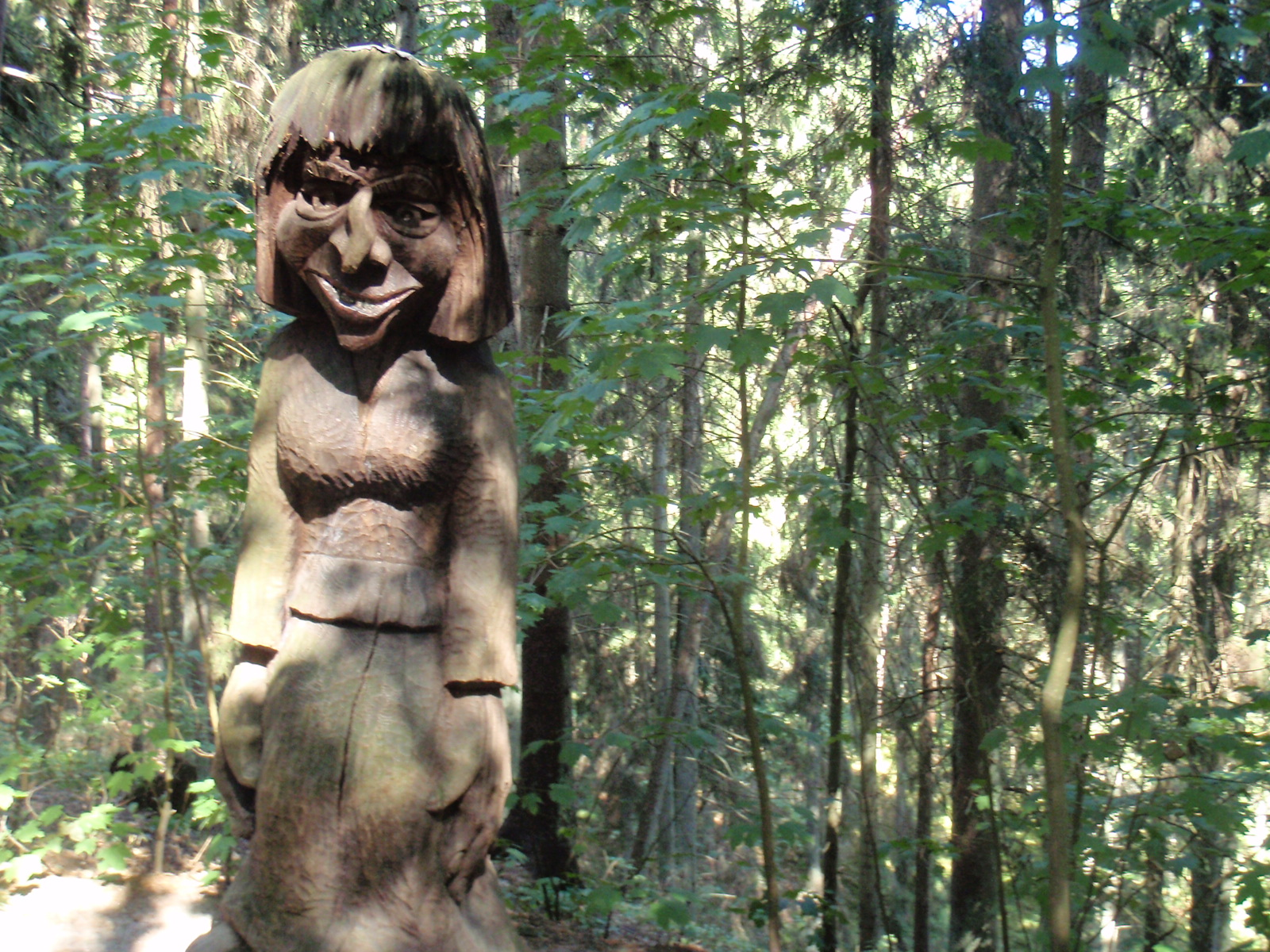
«Лауме/Добрая ведьма» (Laumė/Geroji ragana), деревянная скульптура 1980 года Ромаса Венкуса на Горе ведьм

Лаума (лауме, лит. laumė, латыш. lauma) — в восточнобалтийской мифологии первоначально богиня родов и земли; позднее — злой дух, ведьма, летающая по небу. Иногда рассматривается как жена громовержца Перконса, иногда как повелительница кошмаров. В латышском языке под фразой «пояс Лаумы» подразумевается радуга.
В литовских быличках и поверьях основные функции лаумы — выполнение различных женских работ и связь с детьми. Появляется она при нарушении запрета выполнять женские виды работ (стирка и прядение, реже ткачество) в ночь с четверга на пятницу. Если лаума увидит прядущую в это время женщину, она может помочь, однако, как только лаума закончит свою работу, она женщину убьёт. Также может подменить родителям некрещёного ребёнка, оставленного без присмотра, на снопик сена, который потом обратится живым ребёнком. Родители будут его воспитывать, а он к лаумам убежит. Именно так лаумы и плодятся. Есть мнение, что похищают детей лаумы из материнских чувств.
Лаума выглядит как обнаженная женщина с большой грудью. Обитает она зачастую в лесах, в местах скопления воды и камня. Лаума может быть хорошей работницей и быстро выстирать одежду или спрясть шерсть, однако если рассердить её, то она немедленно уничтожит сделанное. Лаума может быть как добродушной, так и вспыльчивой.